# Черкаська дитяча музична школа № 2
Черка́ська дитяча музична школа № 2 — позашкільний навчальний заклад в місті Черкаси, одна з чотирьох музичних шкіл міста.
https://iuli4ka200308.wixsite.com/my-site-2 [Архівовано 18 січня 2022 у Wayback Machine.] Сайт школи

## Історія створення
Школа була заснована в 1969 році, коли місто через будівництво багатьох підприємств зростало і при цьому збільшувалось населення. Саме це спонукало владу відкривати більше творчих центрів, адже із збільшенням населення підвищувався рівень культури. Першою директоркою стала Мастепан Олександра Никанорівна.
Спочатку школа розташовувалась у звичній загальноосвітній, але на початку 1970-их років для неї була виділена окрема будівля (№182), через деякий час й інша, через бульвар (№153). Слід зазначити, що нові будівлі не були облаштовані належним чином, тому ремонт проводився вчителями-ентузіастами.

## Наукова та культурна діяльність
Майже з самого початку існування школи при ній був створений вчительський оркестр народних інструментів (під керівництвом другого директора Ю.Сажина), який вів активну діяльність і об'їздив майже всю Україну. В 1990-их роках оркестр припинив своє існування, і відродився лише в 2006 році. Керівником стала директорка Л. В. Головатюк.
В 1997 році при школі відкрилося нове відділення — естрадне (керівник Черненко Лілія Олексіївна).

## Поточний стан
На сьогодні в школі працюють 53 вчителя, які навчають 449 учнів.

### Учнівська активність
Вихованці отримали чимало міжнародних та українських нагород, а саме перші місця на конкурсах «Золота риба» (Болгарія), «Фантазії осені» (Угорщина), «Сергіївські зорі», в 2009 році учень Проценко Євгеній зайняв 3 місце у всеукраїнському конкурсі народних інструментів «Провесінь».
Учні та вчителі дають концерти в дитячих садочках та школах, беруть участь в міських святах, читають лекції в обласній дитячій бібліотеці. На базі школи регулярно проводяться обласні методичні семінари.

#### Нагороди
У 2009 році учневі школи Євгену Проценку було призначено стипендію міського голови «За високі досягнення в музиці». Він став золотим дипломантом VII Всеукраїнського юніорського конкурсу вокальної, диригентської та інструментально-виконавської майстерності.

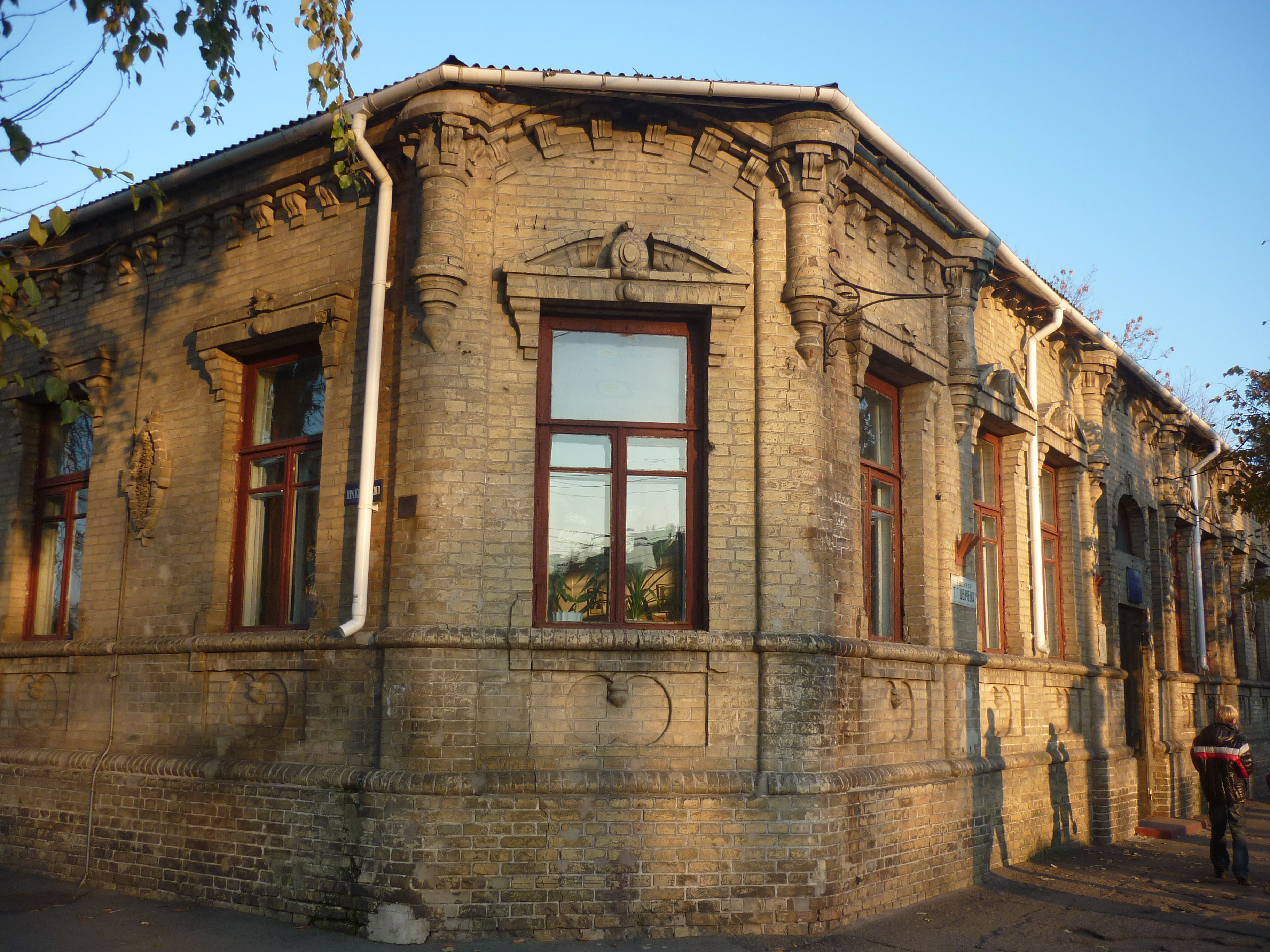
Корпус №1 (бул.Шевченка 153)
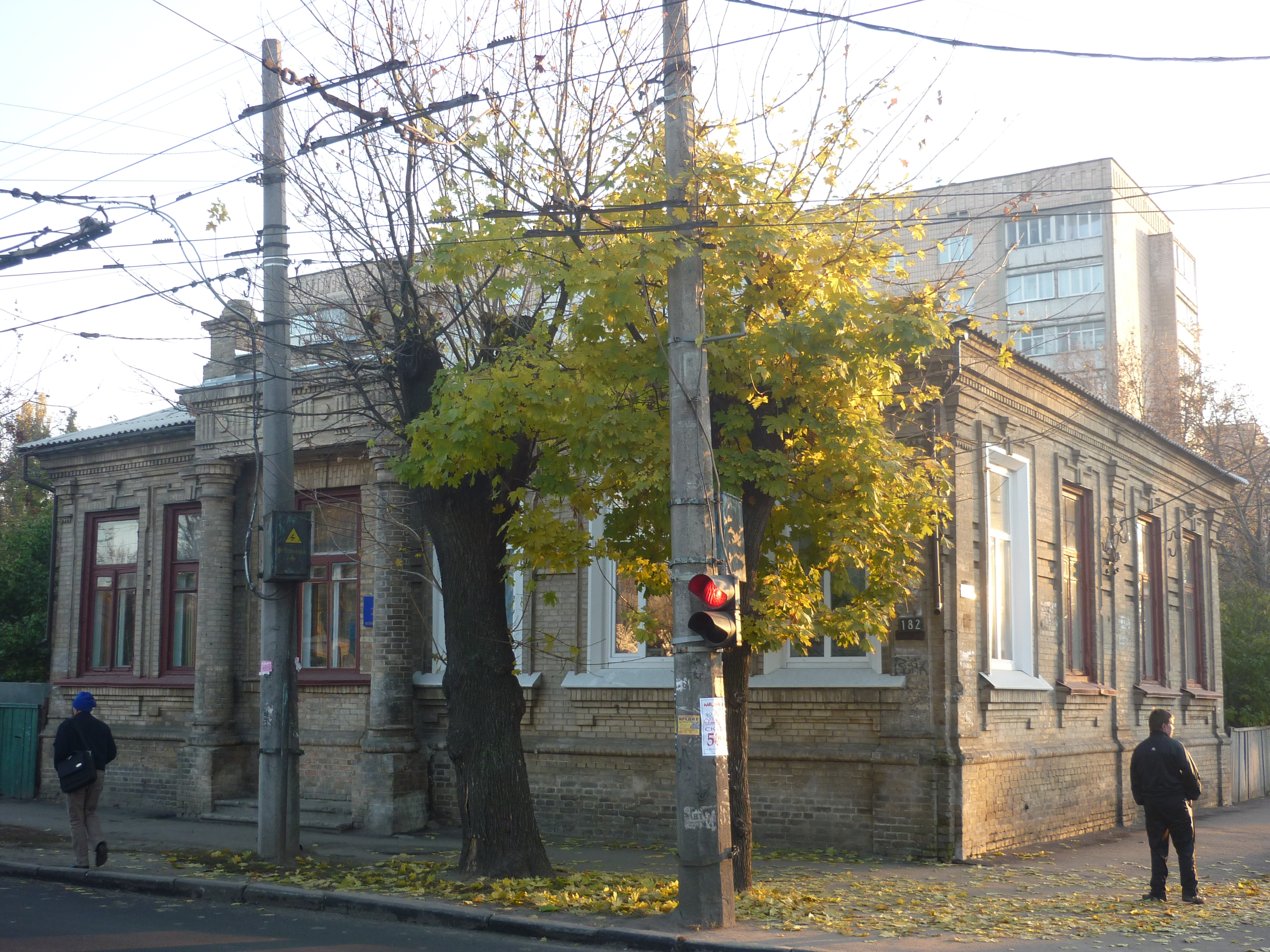
Корпус №2 (бул.Шевченка 182)